# Phradmonicus fennahi
Phradmonicus fennahi är en insektsart som beskrevs av Alexander Fyodorovich Emeljanov 1991. Phradmonicus fennahi ingår i släktet Phradmonicus och familjen vedstritar. Inga underarter finns listade i Catalogue of Life.